# توني بوتير
توني بوتير (بالإنجليزية: Toni Potter)‏ هي ممثلة نيوزيلندية، ولدت في عقد 1970.

## وصلات خارجية
- توني بوتير على موقع IMDb (الإنجليزية)
- توني بوتير على موقع قاعدة بيانات الفيلم (الإنجليزية)